# FA Cup 1914/1915
Čtyřicátý čtvrtý ročník FA Cupu (anglického poháru) se konal od 12. září do 24. dubna 1915. Celkem turnaj hrálo opět 64 klubů.
Trofej získal již potřetí v klubové historii Sheffield United FC, který ve finále porazil obhájce minulého ročníku Chelsea FC 3:0.